# Estación de Omsk-Passazhirskiy
La Estación de pasajeros de Omsk (en ruso: Станция Омск-Пассажирский, Stantsiya Omsk-Passazhirskiy) es la principal estación de ferrocarril de Omsk, Rusia. La estación está situada en el distrito Leninsky de Omsk. Es una importante parada en el ferrocarril Transiberiano y tiene conexiones internacionales a Pekín y Ulán Bator.

## Historia
La ciudad de Omsk contó con servicios ferroviarios desde agosto de 1894 con la ruta Cheliábinsk-Omsk, pero solo después de la construcción de un puente sobre el río Irtysh en 1896 la estación comenzó a tener un movimiento regular de ferrocarril.

## Galería

Вокзал «Омск-Пассажирский»
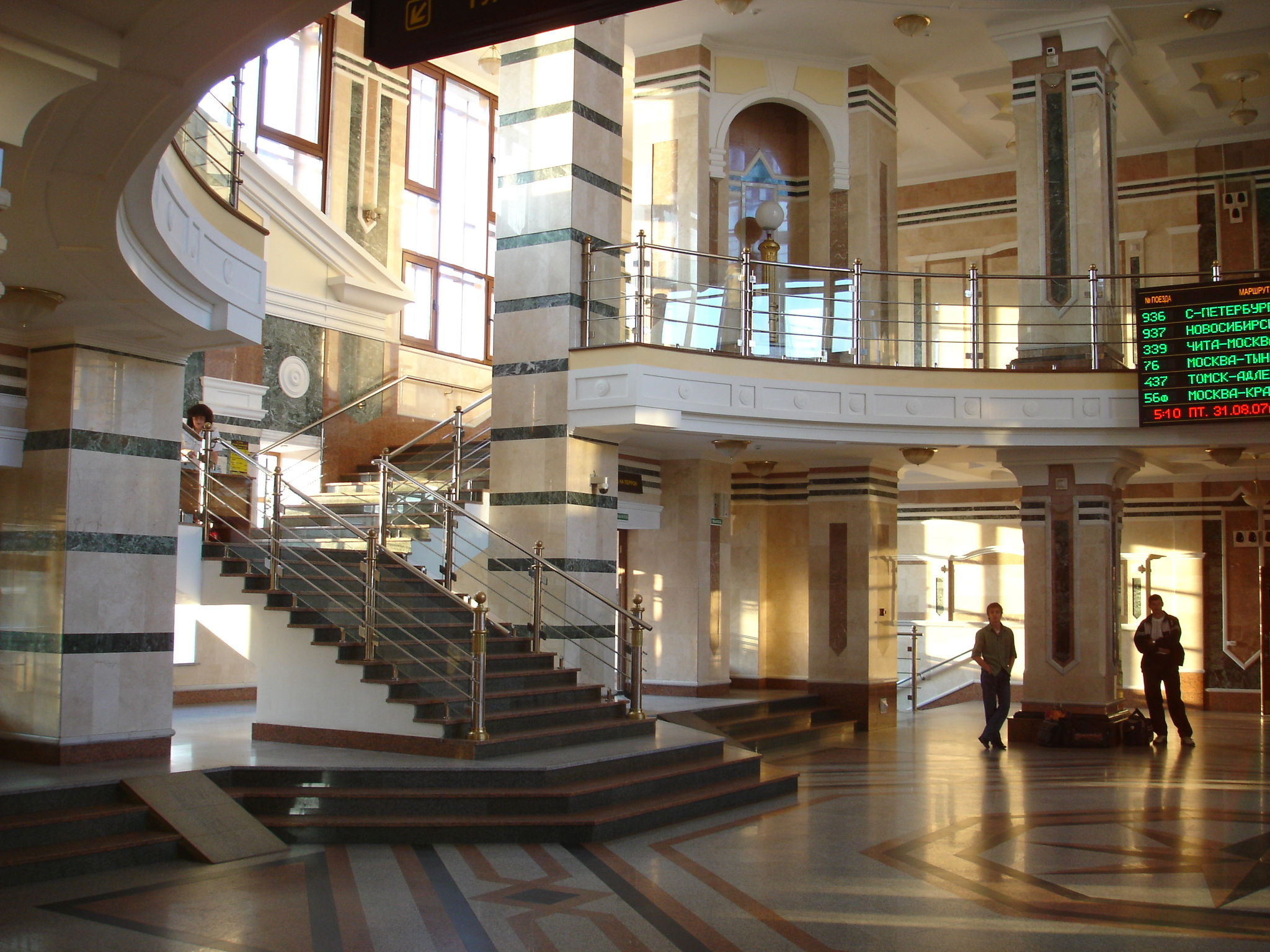
El hall central de la estación.
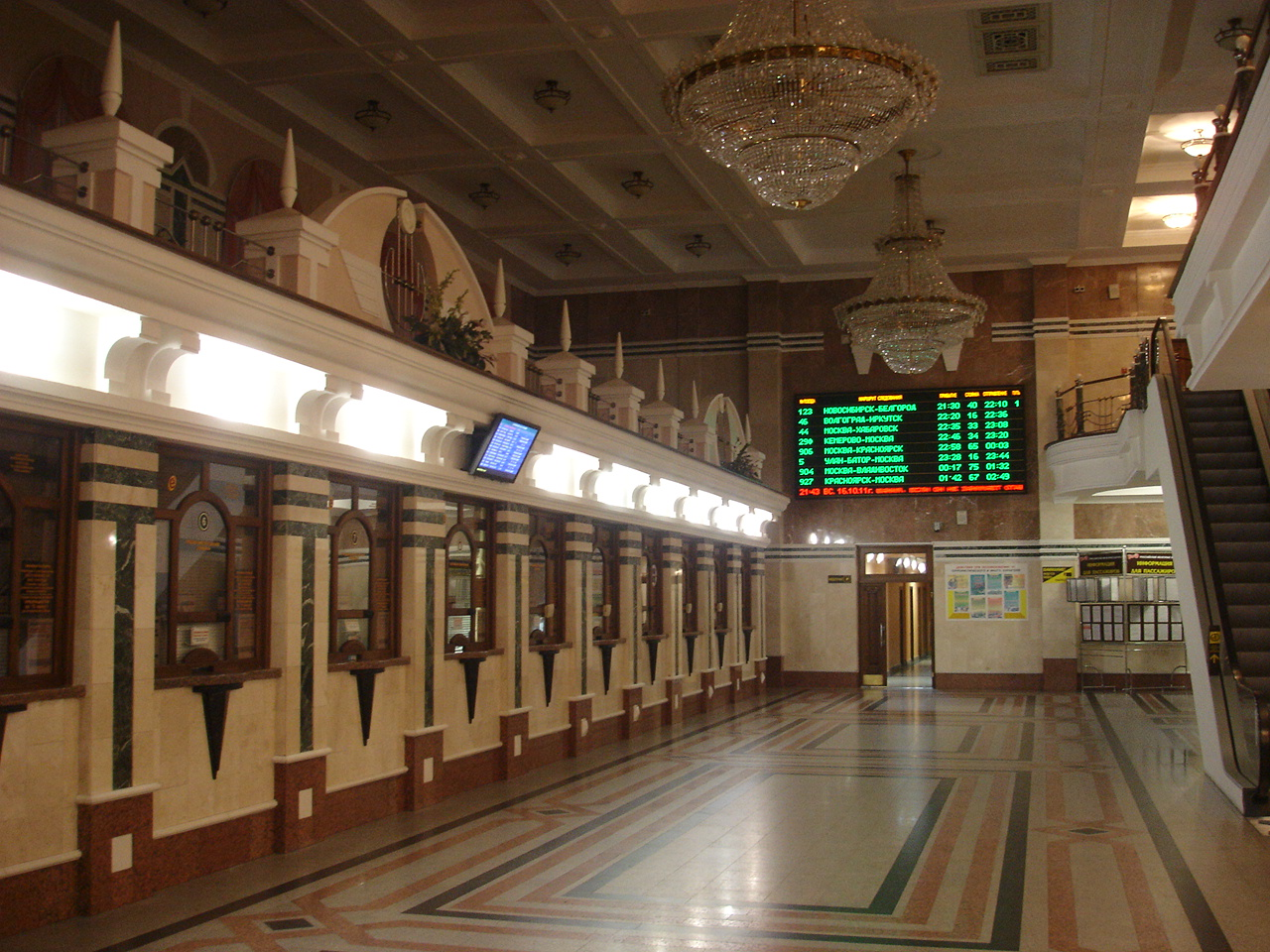
Taquillas.
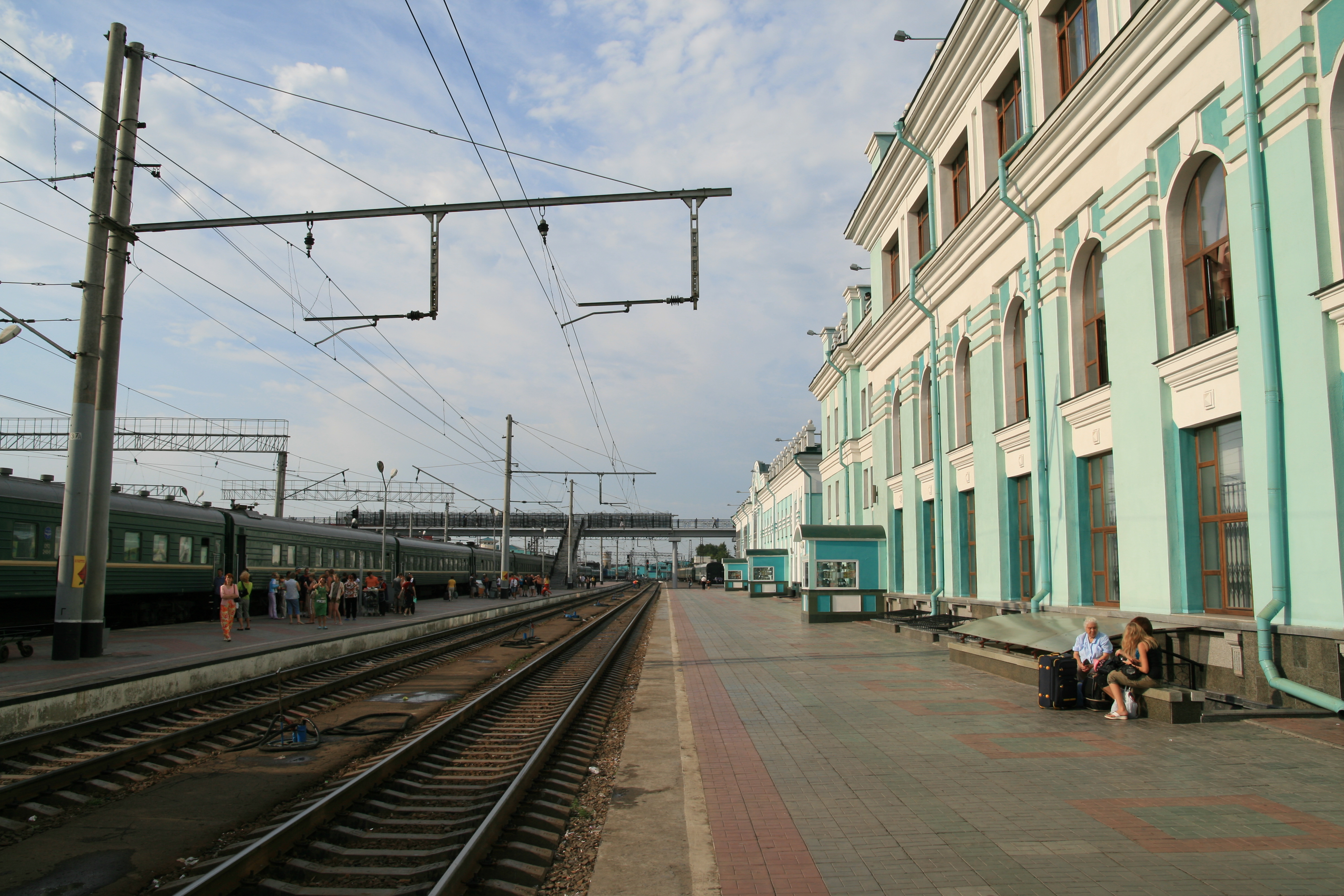
Andenes de la estación.
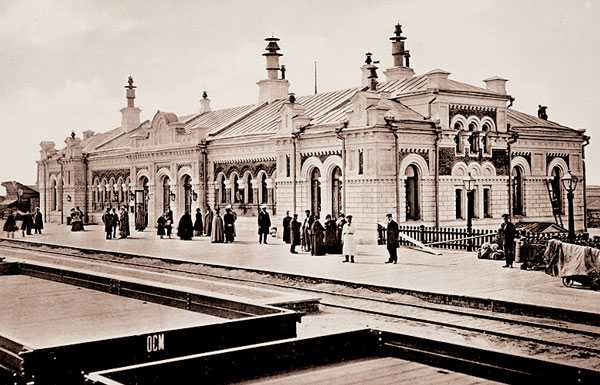
La estación a principios de siglo XX.
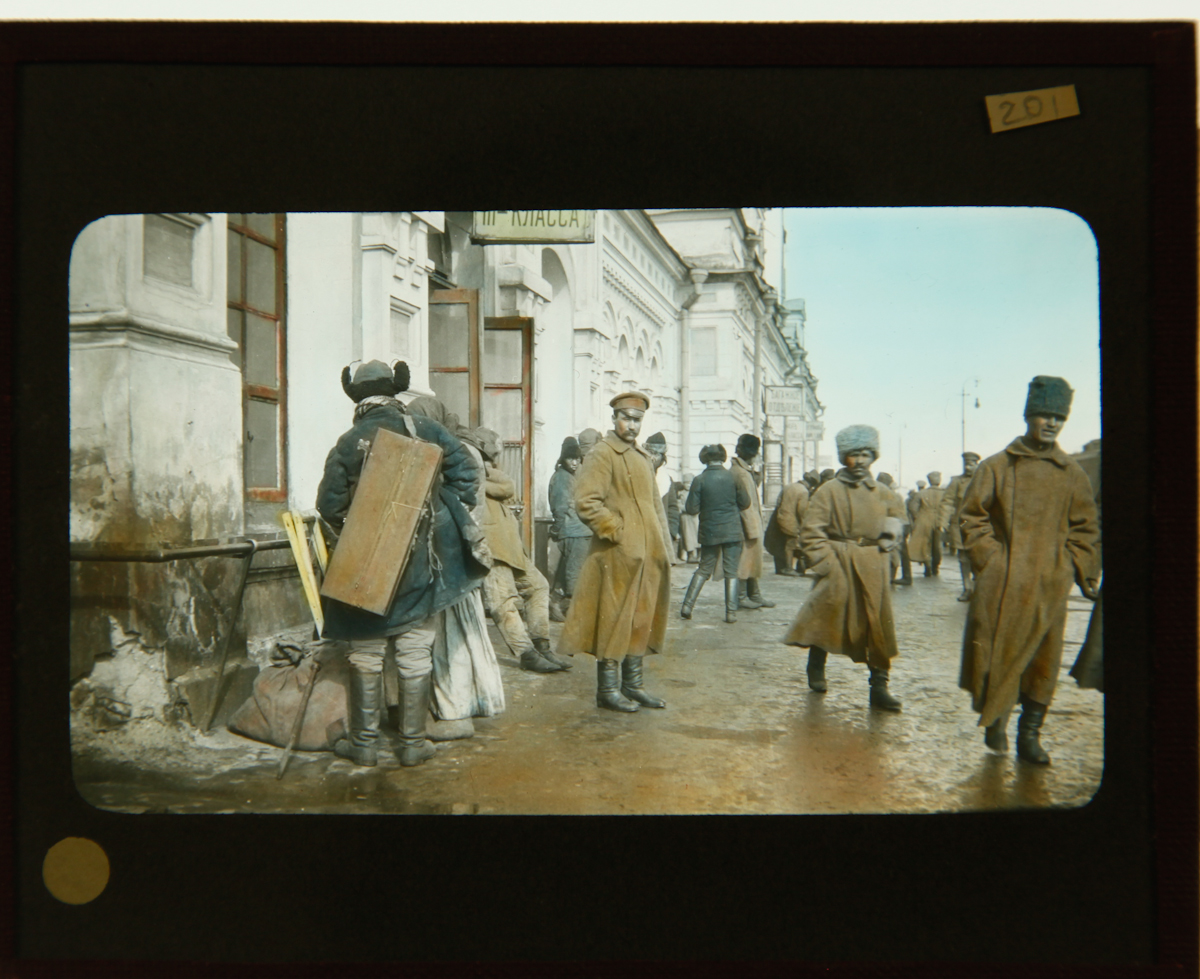
Solados rusos en la estación en 1917.